# Tongre-Saint-Martin
Tongre-Saint-Martin (wa. Tongue-Sint-Mårtén) – dzielnica (section) miasta Chièvres w Belgii, w Regionie Walońskim, w prowincji Hainaut, w okręgu Ath. 1 stycznia 2020 roku liczyła 183 mieszkańców. Do 31 grudnia 1976 samodzielna gmina.

## Demografia
Liczba mieszkańców, stan na 1 stycznia:
| Rok                | 1930 | 1947 | 1961 | 2020 |
| ------------------ | ---- | ---- | ---- | ---- |
| Liczba mieszkańców | 135  | 132  | 142  | 183  |